# Rötlicher Wasser-Ehrenpreis
Der Rötliche Wasser-Ehrenpreis (Veronica catenata), auch Blasser Gauchheil-Ehrenpreis genannt, ist eine Pflanzenart aus der Gattung Ehrenpreis (Veronica) innerhalb der Familie der Wegerichgewächse (Plantaginaceae). Sie ist auf der Nordhalbkugel in fast ganz Europa sowie Nordamerika weitverbreitet.

## Beschreibung

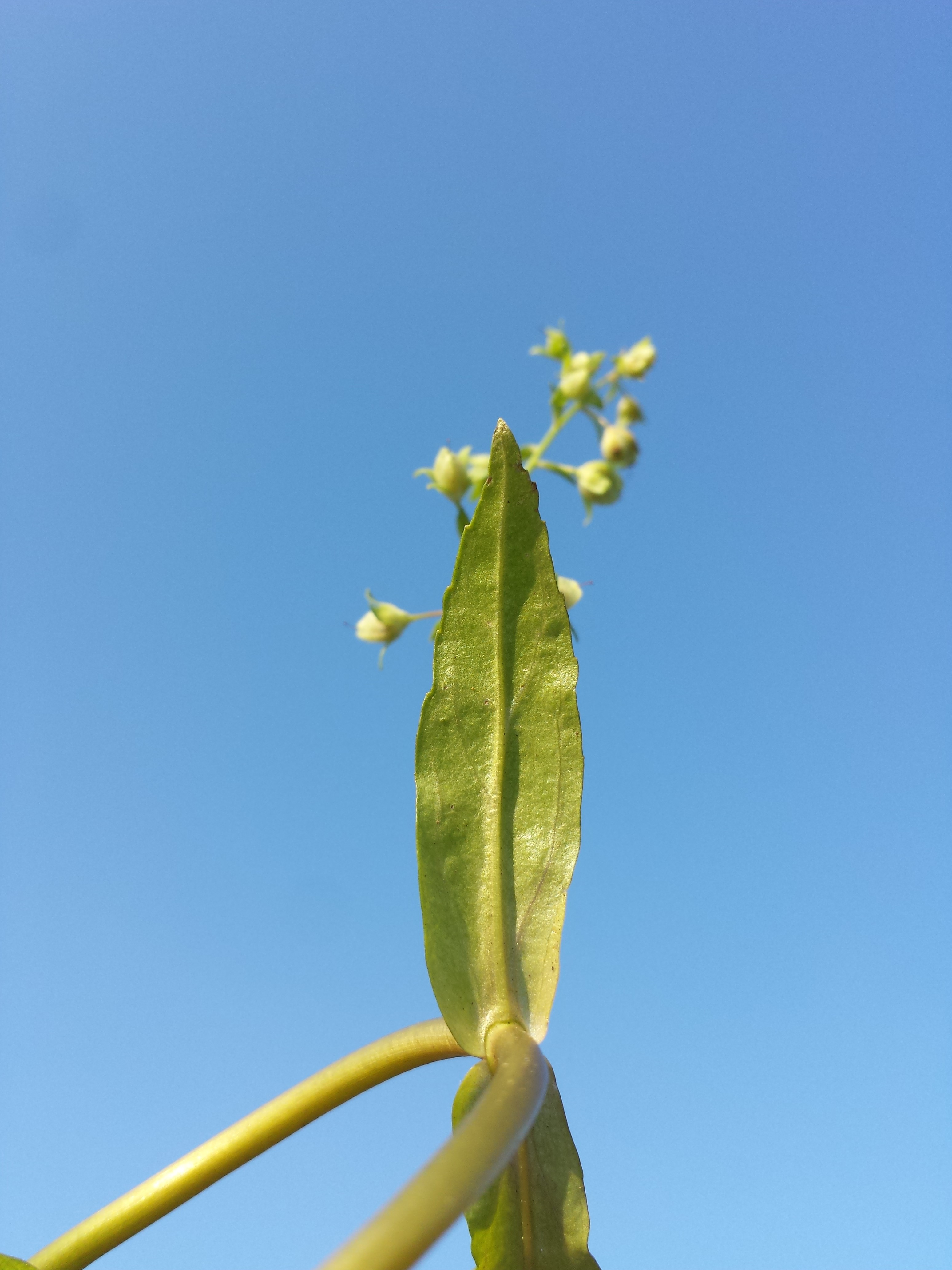
Stängel und Laubblatt

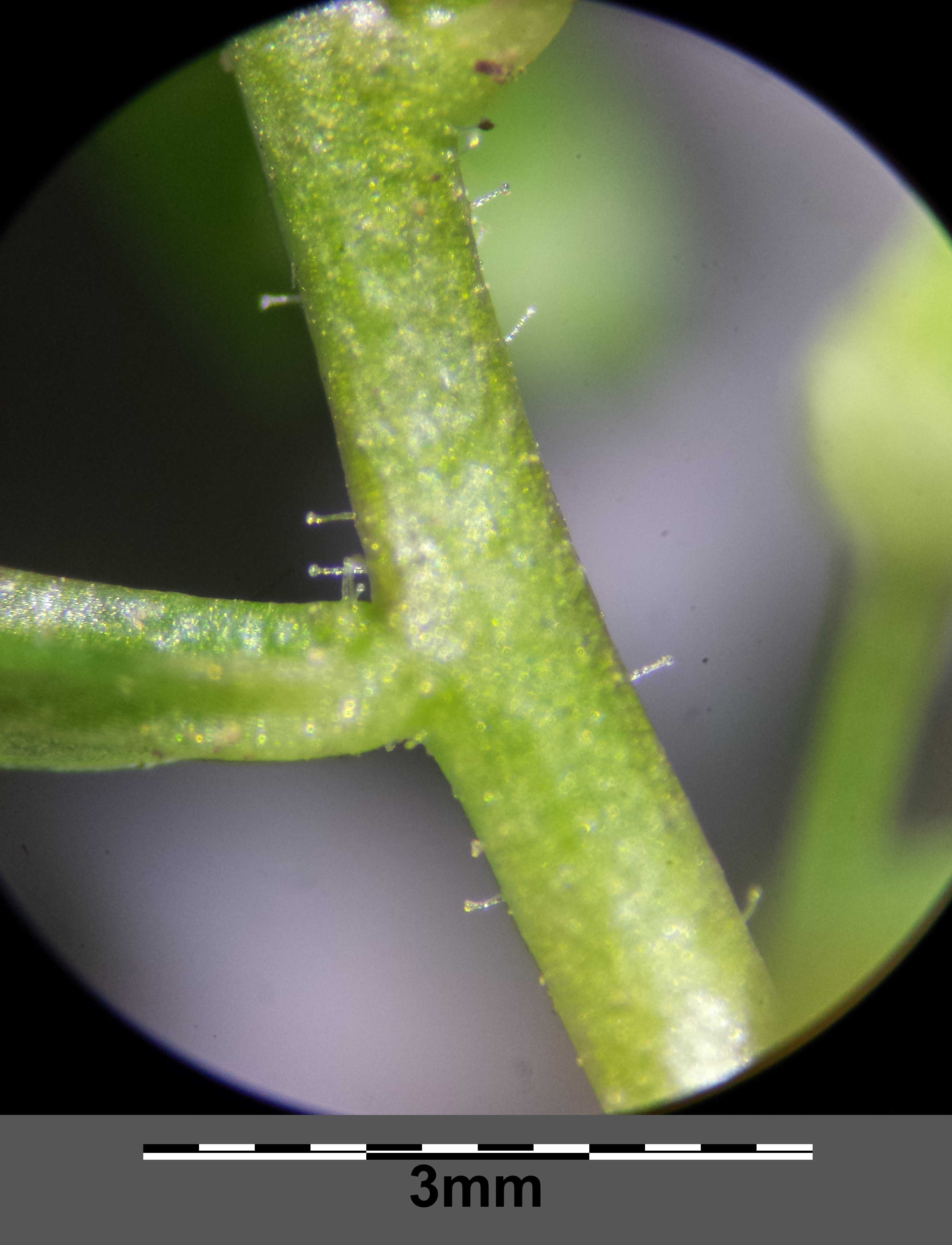
Blütenstandsachse

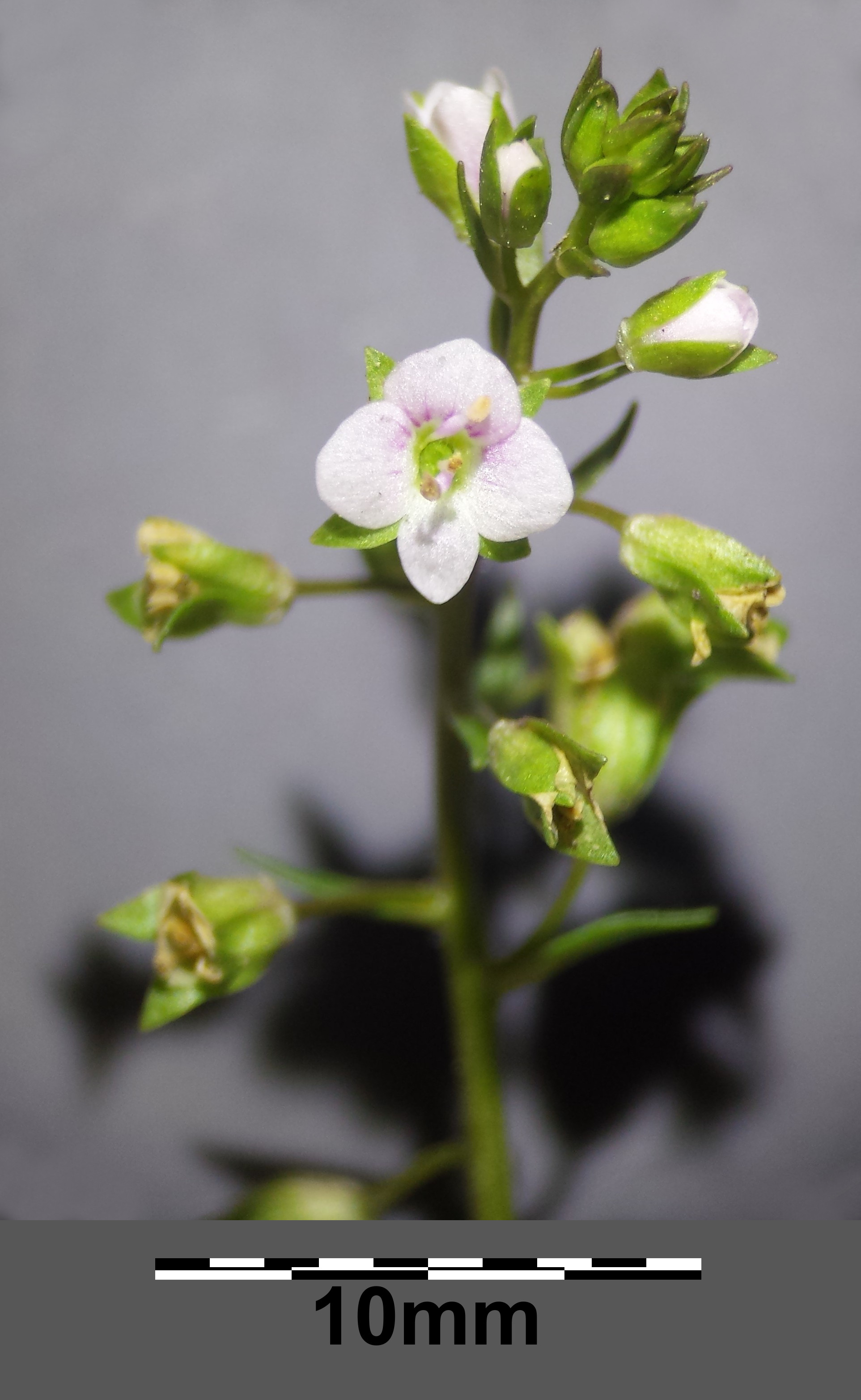
Ausschnitt eines Blütenstandes und Blüte

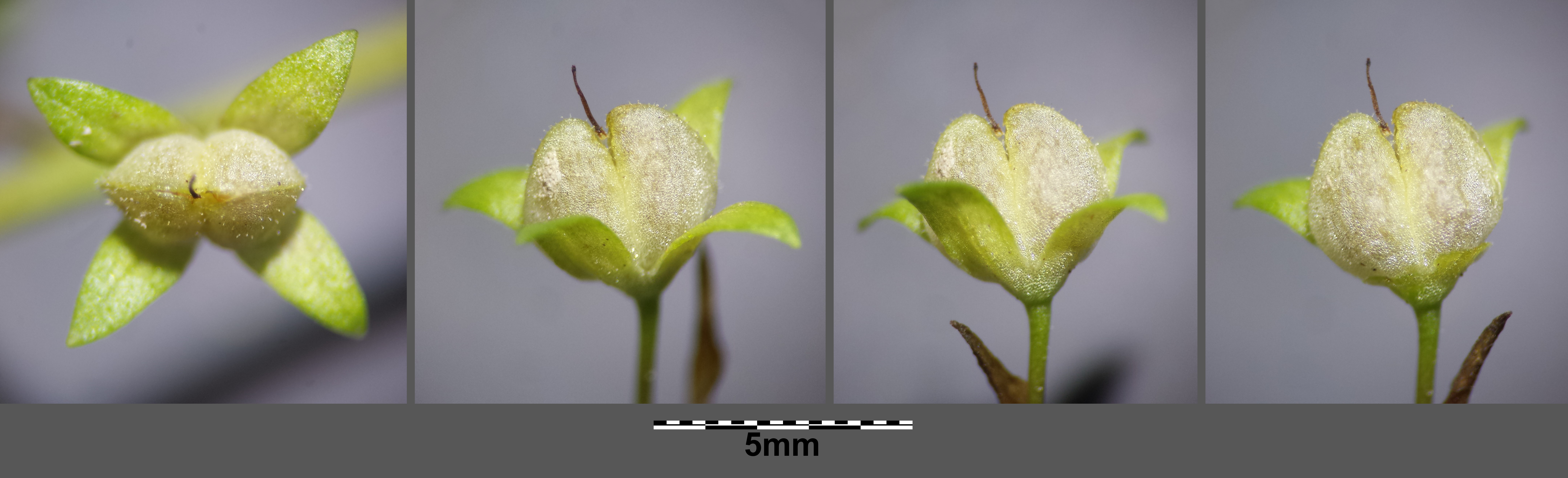
Kapselfrucht und Kelch

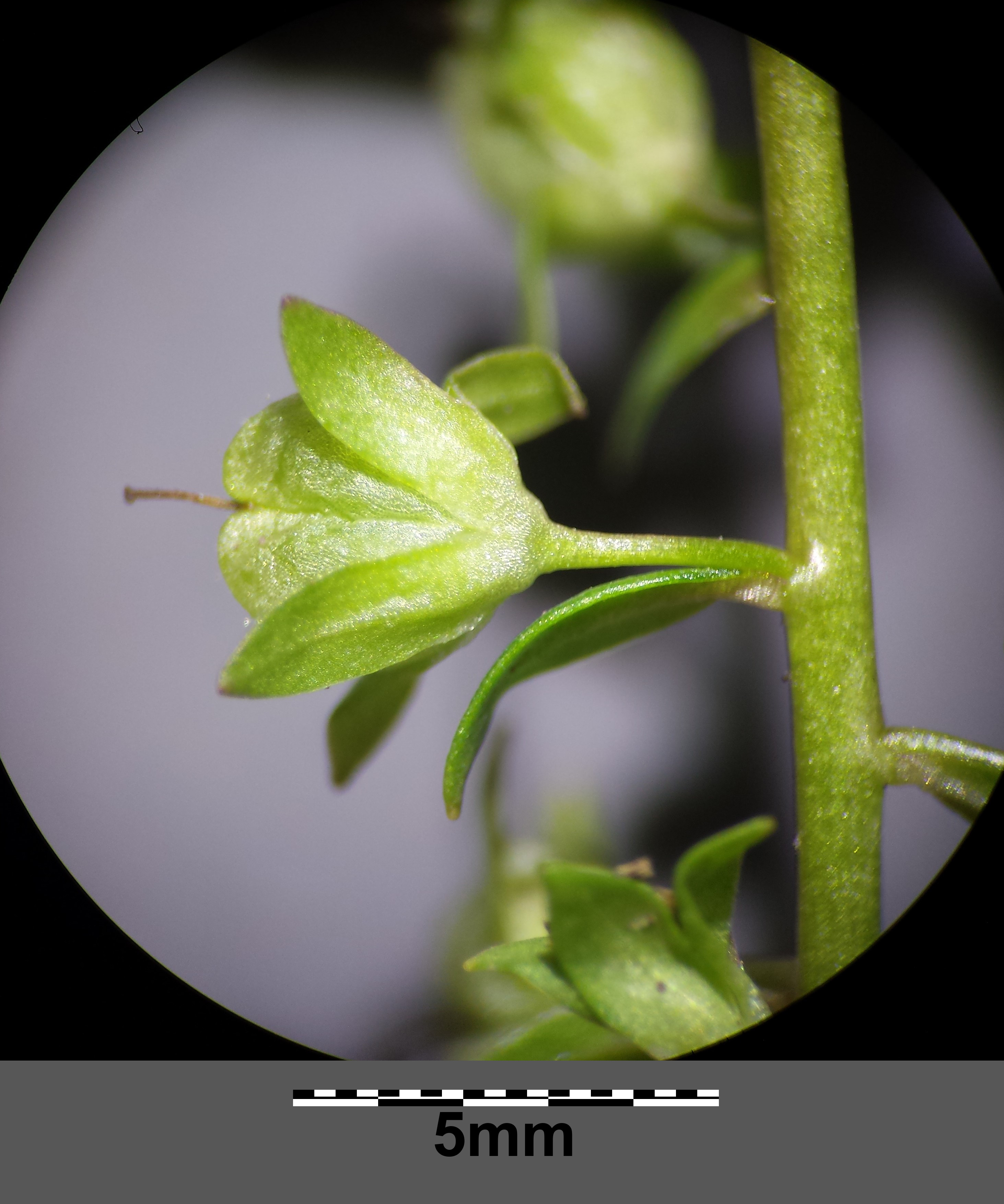
Junge Frucht, Kelchblätter und Fruchtstiel

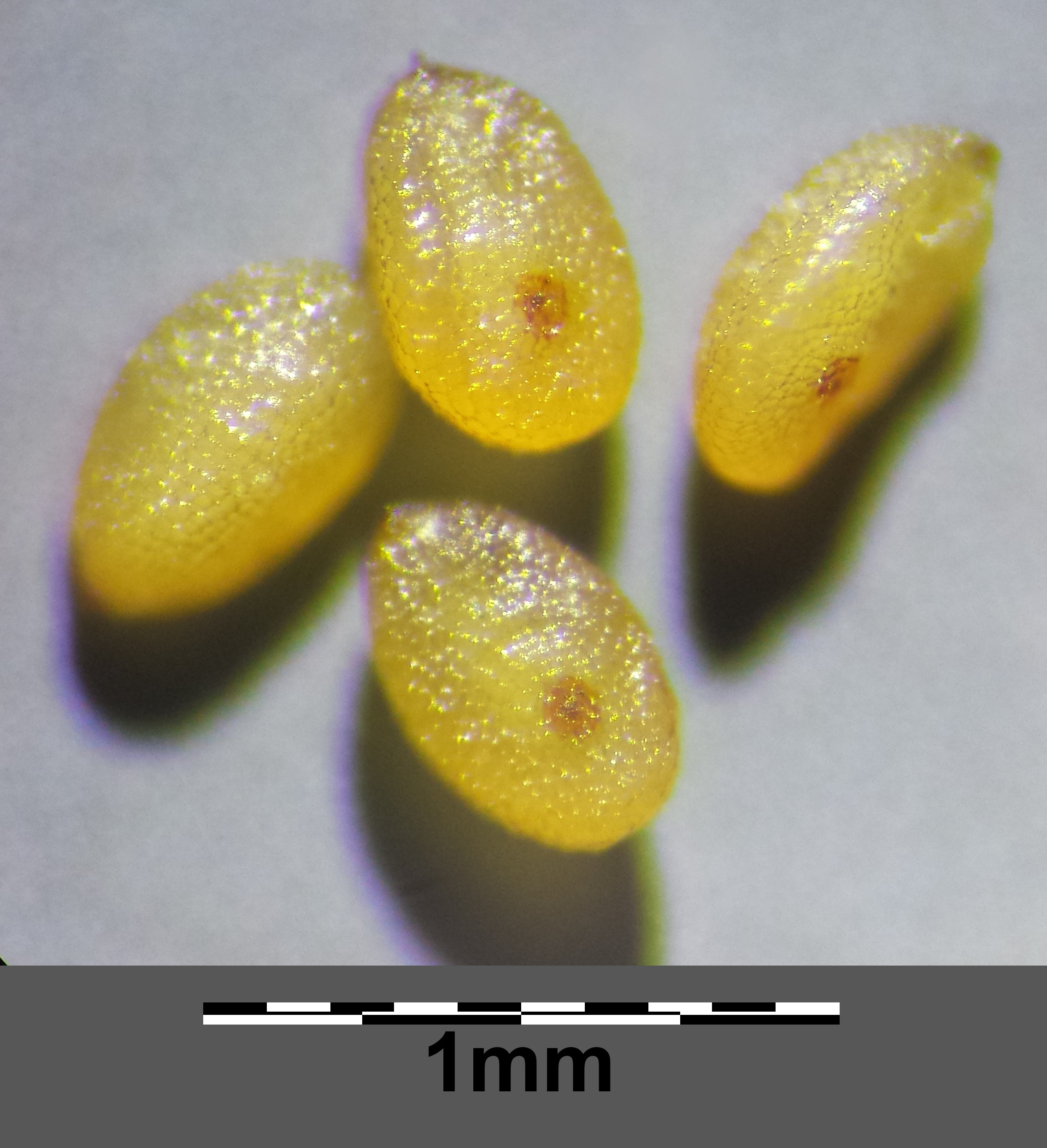
Samen

### Vegetative Merkmale
Der Rötliche Wasser-Ehrenpreis wächst als meist einjährige krautige Pflanze, die Wuchshöhen von 10 bis 50, selten bis zu 60 Zentimetern erreicht. Der kahle aufrechte Stängel ist im oberen Bereich vierkantig, meist markig und oft lila-braun überlaufen.
Die Laubblätter sind sitzend sowie halbstängelumfassend. Blattspreiten sind bei einer Länge von 3 bis 5, selten bis zu 9 Zentimetern und einer Breite von etwa 1 Zentimetern unter der Mitte am breitesten und lanzettlich mit spitz zulaufenden oberen Enden. Geraten sie unter Wasser, setzt ein Längenwachstum ein und sie können eine Gesamtlänge von bis zu 12 Zentimetern und eine Breite von bis zu 2 Zentimetern erreichen. Der Blattrand ist gekerbt bis fast ganzrandig.

### Generative Merkmale
Der seitenständige, traubenförmige Blütenstand ist 6 bis 12 Zentimeter lang und enthält 15 bis 25 Blüten. Die Tragblätter sind bei einer Länge von 4 bis 5 Millimeter annähernd lanzettförmig. Der drüsige bis kahle Blütenstiel ist 3 bis 5 Millimeter lang.
Die zwittrigen Blüten weisen einen Durchmesser von 2 bis 5 Millimetern auf und besitzen eine doppelte Blütenhülle. Die drüsigen Kelchblätter sind bei einer Länge von 3 bis 3,5 Millimetern länglich bis lanzettlich-eiförmig. Die vier blass-blauen, blass-rosafarbenen bis weißlichen Kronblätter sind violett geadert. Der Griffel ist 1,2 bis 2 Millimeter, meist 1,5 bis 2 Millimeter lang.
Die Fruchtstiele stehen mehr oder weniger waagerecht ab. Die Kapselfrucht ist bei einer Länge von etwa 3 Millimetern sowie einem Durchmesser von etwa 3,5 Millimetern breit-kugelig oder eirundlich. Die dauerhaften Kelchblätter sind meist kürzer als die Frucht. Die gelbbraunen Samen sind etwa 0,5 Millimeter lang.
Die Chromosomenzahl beträgt 2n = 36.

## Ökologie
Beim Rötlichen Wasser-Ehrenpreis handelt es sich um einen Therophyten. Es ist eine Sumpfpflanze.
Die Bestäubung erfolgt durch Insekten oder Selbstbestäubung.
Die Ausbreitung der Diasporen erfolgt durch Wind, Wasser, Ameisen oder Selbstausbreitung.

## Vorkommen
Das weite Verbreitungsgebiet des Rötlichen Wasser-Ehrenpreises umfasst auf der Nordhalbkugel fast ganz Europa sowie Nordamerika. Es gilt als unsicher, ob es auch Vorkommen auf den Azoren, in Moldawien sowie in der Ukraine gibt. Weiterhin gilt es nicht als sicher, ob die nordamerikanischen Vorkommen natürlichen Ursprungs sind oder ob die Art dorthin eingeschleppt wurde.
Der Rötliche Wasser-Ehrenpreis wächst zumindest in Nordamerika entlang von langsam fließenden Flüssen sowie auf Ebenen. In Mitteleuropa kommt er in Gesellschaften des Verbands Bidention tripartitae vor.
Die ökologischen Zeigerwerte nach Landolt et al. 2010 sind in der Schweiz: Feuchtezahl F = 4+w+ (nass aber stark wechselnd), Lichtzahl L = 4 (hell), Reaktionszahl R = 4 (neutral bis basisch), Temperaturzahl T = 4 (kollin), Nährstoffzahl N = 4 (nährstoffreich), Kontinentalitätszahl K = 3 (subozeanisch bis subkontinental).

## Systematik
Die Erstbeschreibung als Veronica catenata erfolgte 1921 durch Francis Whittier Pennell in Rhodora, Band 23, Nr. 266, S. 37. Synonyme für Veronica catenata Pennell sind: Veronica aquatica Bernh. nom. illeg. non Gray, Veronica comosa K.Richt., Veronica anagallis-aquatica subsp. aquatica (Bernh.) Nyman.
Es gibt von Veronica catenata keine akzeptierten Subtaxa.